# Міжнародне невизнання Республіки Крим
Міжнародне невизнання Республіки Крим — міжнародна реакція на відокремлення Автономної Республіки Крим зі складу України та проголошення на її території незалежної Республіки Крим 17 березня 2014 року. Приводом для проголошення Кримом незалежності стали Декларація незалежності Автономної Республіки Крим та міста Севастополя, прийнята 11 березня 2014 року, та результати так званого референдуму щодо статусу автономії, проведеного 16 березня 2014 року: за його результатами 96,77 % осіб, що взяли участь у волевиявленні, проголосували за відокремлення автономної республіки від України.
20 березня 2014 року Верховна рада України прийняла декларацію, в якій, зокрема, закликала членів міжнародного співтовариства «утриматись від міжнародного визнання так званої „Республіки Крим“ та анексії Криму і міста Севастополя до складу Росії у якості нових суб'єктів Федерації».
27 березня 2014 року була прийнята резолюція Генеральної Асамблеї ООН «Територіальна цілісність України», в якій, зокрема, підкреслюється, що референдум у Криму і Севастополі не має законної сили. Резолюцію підтримали 100 країн, 11 проголосували проти, 58 утримались. Проти проголосували Білорусь, Болівія, Венесуела, Вірменія, Зімбабве, Куба, Нікарагуа, Північна Корея, Росія, Сирія, Судан.

## Держави, що визнали незалежність Криму

Країни, які визнали результати референдуму про статус Криму 2014 року та статус Криму у складі Росії

| Держава | Дата визнання   | Прим. |
| ------- | --------------- | ----- |
| Росія   | 17 березня 2014 | [ 4 ] |

## Визнання результатів кримського референдуму
17 березня 2014 року результати референдуму про статус Криму визнали частково визнані Абхазія та Південна Осетія, а також невизнана Нагірно-Карабаська Республіка. Результати референдуму також визнав Киргизстан.
| Держава    | Дата визнання   | Прим. |
| ---------- | --------------- | ----- |
| Росія      | 17 березня 2014 | [ 4 ] |
| Киргизстан | 20 березня 2014 | [ 8 ] |